# Salle Iéna
 (juin 2022).
La mise en forme du texte ne suit pas les recommandations de Wikipédia : il faut le « wikifier ».
Les points d'amélioration suivants sont les cas les plus fréquents :
- Les titres sont pré-formatés par le logiciel. Ils ne sont ni en capitales, ni en gras.
- Le texte ne doit pas être écrit en capitales (les noms de famille non plus), ni en gras, ni en italique, ni en « petit »…
- Le gras n'est utilisé que pour surligner le titre de l'article dans l'introduction, une seule fois.
- L'italique est rarement utilisé : mots en langue étrangère, titres d'œuvres, noms de bateaux, etc.
- Les citations ne sont pas en italique mais en corps de texte normal. Elles sont entourées par des guillemets français : « et ».
- Les listes à puces sont à éviter, des paragraphes rédigés étant largement préférés. Les tableaux sont à réserver à la présentation de données structurées (résultats, etc.).
- Les appels de note de bas de page (petits chiffres en exposant, introduits par l'outil «  Source ») sont à placer entre la fin de phrase et le point final[comme ça].
- Les liens internes (vers d'autres articles de Wikipédia) sont à choisir avec parcimonie. Créez des liens vers des articles approfondissant le sujet. Les termes génériques sans rapport avec le sujet sont à éviter, ainsi que les répétitions de liens vers un même terme.
- Les liens externes sont à placer uniquement dans une section « Liens externes », à la fin de l'article. Ces liens sont à choisir avec parcimonie suivant les règles définies. Si un lien sert de source à l'article, son insertion dans le texte est à faire par les notes de bas de page.
- La présentation des références doit suivre les conventions bibliographiques. Il est recommandé d'utiliser les modèles {{Ouvrage}}, {{Chapitre}}, {{Article}}, {{Lien web}} et/ou {{Bibliographie}}. Le mode d'édition visuel peut mettre en forme automatiquement les références.
- Insérer une infobox (cadre d'informations à droite) n'est pas obligatoire pour parachever la mise en page.

Pour une aide détaillée, merci de consulter Aide:Wikification.
Si vous pensez que ces points ont été résolus, vous pouvez retirer ce bandeau et améliorer la mise en forme d'un autre article.
Pour les articles homonymes, voir Iéna (homonymie).
La salle Iéna parfois appelée théâtre Iéna était une salle de spectacles située dans un hôtel particulier, 10 Avenue d'Iéna 75016 à Paris.  

## Histoire
La salle Iéna se situait dans un hôtel particulier 10 avenue d'Iéna 75016 à Paris construit en en 1896 par l’architecte Ernest Janty dans un style Louis XIV pour le prince Roland Bonaparte. La façade comporte un décor sculpté abondant. Il a été modifié en 1929 par Michel Roux-Spitz.
La salle Iéna a servi de salle de spectacle de 1929 à 1955[réf. incomplète] et servait de salle de théâtre, de concerts, de music-hall, de galas, de projections et de réunions. Certaines troupes de théâtre y faisaient des présentations régulières telles que la troupe du Bon petit diable de Joë Bridge ou le Théâtre du Petit-Monde. 
Racheté en 2005 par un groupe hôtelier, l'hôtel particulier est devenu aujourd'hui un hôtel de luxe.

## Répertoire

### Théâtre
- 1929 : Espérance ou la fatalité domestique, de René Benjamin et la vie que je t'ai donnée, de Luigi Pirandello, Compagnie de la petite scène[5]
- 1932 : Un bon petit diable, Mise en scène Joë Bridge[6]
- 1933 : L'auberge du cheval blanc, Mise en scène Joë Bridge, troupe du Bon petit diable[7]
- 1935 : Riquet à la houppe,  féérie de Mme Jubel et Jean Chemat
- 1937 : La sœur de Gribouille, Théâtre du Petit-Monde, directeur Pierre Humble[8]
- 1938 : L'ombre sur l'avenir, de Louis Richard-Mounet[9]
- 1938 : L'ange gardien[10]
- 1938 : Félix le Chat[10]
- 1939 : Le tour du petit-Monde, Théâtre du Petit-Monde[11], directeur Pierre Humble
- 1943 : Jan le stropiat, d'Adrien Trahart[12]
- 1944 : La Jeune Fille Violaine (L'Annonce faite à Marie), de Paul Claudel, mise en scène Maurice Leroy, Les Jongleurs de Paris[13]
- 1944 : Heureux Ulysse, (Anonyme)[14]
- 1944 : Les aventures de Gilles, Théâtre Marist[15]
- 1945 : Salomé, d'Oscar Wilde[16]
- 1945 : Drôle de monde, comédie en 2 actes d'Yvan Audouard (mai)[17]
- 1945 : Portoguen Vertch (en français : Après l'Orage) de M. V. Sevadjian, mise en scène Anna Boudaghian[18]
- 1945 : Heureux Ulysse d’Alex A., mise en scène Jean Valcourt
- 1947 : Il était une fois, d'Albert Sablons et Harry Grey, Théâtre Cadet-Roussel[19]
- 1947 : Robinsons des neiges, de Maurice Limat, Théâtre Cadet-Roussel[19]
- 1948 : La Cantate à trois voix, de Paul Claudel, avec Maria Casarès, Madeleine Renaud, Marie Helene Dasté[20]

### Musique
- 1930 : Présentation de la danseuse Palucca, Par la Revue internationale de musique et de danse[21]
- 1930 : Chants populaires, interprétés par Sonia Verbitzky, présenté par Rolland-Manuel[22]
- 1931 : G. Granados[23]
- 1932 : L. Tragin[24]
- 1932 : Frances Pilalas (Cantatrice)[6]
- 1934 : Véra Janacopoulos[25]
- 1937 : Jack in the Box,  d'Erik Satie
- 1938 : Mary Todd-Pallaria, cantatrice américaine[26]
- 1938 : Prince Siddartha, de A.R. Wachmeister, directions de G; de Lausney[27]
- 1939 : Lady Entonia[28]
- 1943 : Récital de danse espagnole, par Juanita Perez[29]
- 1950 : Orchestres de Claude Luter et Boris Vian, pour le Sciences-Po Day[30]